# Kalliosaaret (ö i Mellersta Finland, Jyväskylä, lat 62,00, long 25,74)
Kalliosaaret är en ö i Finland. Den ligger i sjön Päijänne och i kommunen Jyväskylä i den ekonomiska regionen  Jyväskylä ekonomiska region  och landskapet Mellersta Finland, i den södra delen av landet, 210 km norr om huvudstaden Helsingfors. Öns area är 6,2 hektar och dess största längd är 370 meter i nord-sydlig riktning.  Notera att namnet antyder att det är fråga om flera öar.